# Храм Светог Василија Острошког у Осјечанима Горњим
Храм Светог Василија Острошког у Осјечанима Горњим, насељеном месту на територији града Добоја, припада Епархији зворничко–тузланској Српске православне цркве. Ово је Филијални храм у Осјечанској парохији.

## Локација
Црква се налази у непосредној близини ОШ „Радоје Домановић” Осјечани Горњи.

## Историјат[1]
Градња храма почела је у прољеће 1993. године. Темеље је освештао 1. августа исте године епископ зворничко–тузлански г. Василије. Градња храма завршена је 1994. године, а 26. јуна исте године храм је освештао надлежни архијереј г. Василије.
Храм је био првобитно посвећен Пресветој Тројици, али је одлуком епископа г. Василија 2011. године преименован у храм Светог Василија Острошког.